# 中津川市立付知中学校
中津川市立付知中学校（なかつがわしりつ つけちちゅうがっこう）は、岐阜県中津川市付知町にある公立中学校。

## 校区
中津川市立付知北小学校・中津川市立付知南小学校を校区としている。
1963年（昭和38年）には付知中学校の敷地内に、有志によって銅像「玉置先生像」が建立された。1893年（明治26年）から1927年（昭和2年）まで付知尋常高等小学校の校長を務めた玉置源次郎を顕彰している。

## 沿革
- 1947年（昭和22年）4月 - 学制改革により、付知町立付知中学校を設置。
- 1958年（昭和33年） - 第二校舎（木造）が完成。
- 1961年（昭和36年） - 屋内体育館が完成。
- 1963年（昭和38年） - 旧・加子母村立加子母小学校北分教場の校舎を移築し、第三校舎とする。
- 1979年（昭和54年） - 新校舎（鉄筋コンクリート造）が完成。
- 1997年（平成9年） - 新体育館が完成。
- 2005年（平成17年）2月13日 - 町村合併により中津川市立付知中学校となる。

## 周辺施設
- 中津川市立付知保育園
- 熊谷守一記念館

## 著名な出身者
- 坪井慶介 - サッカー選手。